# یک صبح خوب
یک صبح خوب (فرانسوی: Un beau matin‎) (به انگلیسی: One Fine Morning) یک فیلم درام رمانتیک محصول سال ۲۰۲۲ به نویسندگی و کارگردانی میا هانسن-لوو است. لئا سیدو، پاسکال گرگوری، ملویل پوپو و نیکول گارسیا در این فیلم بازی می‌کنند. این فیلم در ۲۰ مه ۲۰۲۲ در بخش دو هفته کارگردانان جشنواره فیلم کن به نمایش درآمد. یک صبح خوب، در جشنواره کن، برنده جایزه بهترین فیلم اروپایی لیبل اروپا شد.